# Rosemarie Ostwald
Rosemarie Ostwald, geborene Bernfeld, (* 24. Juni 1915 in Wien; † 11. Juli 1984 in Berkeley, Kalifornien) war eine österreichisch-amerikanische Biochemikerin, Ernährungswissenschaftlerin und Hochschullehrerin.

## Leben und Werk
Rosemarie Bernfeld war die Tochter des Reformpädagogen und Psychoanalytikers Siegfried Bernfeld und studierte von 1933 bis 1934 an der Universität Wien. Von 1934 bis 1939 studierte sie Chemie an der Universität Zürich bei dem Nobelpreisträger Paul Karrer, wo sie 1939 promoviert wurde. 1936 heiratete sie den Architekten Hans Ostwald (1913–1973), mit dem sie 3 Söhne hatte. 1939 emigrierte sie in die Vereinigten Staaten und wurde 1946 wissenschaftliche Mitarbeiterin im Strahlenlabor von Melvin Calvin an der University of California, Berkeley. 1963 wurde sie Assistant Professor für Ernährungswissenschaften, 1968 Associate Professor und 1974 Professorin für Ernährung und Biochemie in Berkeley. Für eine Ernährungserhebung reiste sie 1976 nach Nepal und untersuchte 1980 die Auswirkungen intestinaler Parasiten auf die Ernährung im Kindesalter in Papua-Neuguinea.
Sie war Mitglied der American Association for the Advancement of Science, der American Chemical Society, der American Society for Nutrition und hat in zahlreichen wissenschaftlichen Zeitschriften veröffentlicht.

## Schriften
- Hydrierte Flavine und Semichinone. Zürich 1939 (Dissertation)